# Seven de la República Masculino 2024
El Seven de la República Masculino de 2024 fue la cuadragésima edición del torneo de rugby 7 para uniones provinciales afiliadas a la Unión Argentina de Rugby y la trigésimo-cuarta en ser organizada en la ciudad de Paraná, Provincia de Entre Ríos. Se llevó a cabo el 7 y 8 de diciembre de 2024 en El Plumazo y La Tortuguita, sedes del Club Atlético Estudiantes y Paraná Rowing Club, respectivamente.
La Unión de Rugby de Mar del Plata derrotó 19-15 en la final a la Unión Cordobesa de Rugby, obteniendo así su primer campeonato tras haber caído previamente en cinco finales (1982, 1986, 2001, 2003 y 2007), la mayor cantidad para un equipo no-campeón hasta entonces. La Copa de Plata y la Copa de Bronce fueron ganadas por Buenos Aires y Nordeste, respectivamente. La Zona Ascenso fue ganada por la UROBA (Oeste de Buenos Aires), logrando el ascenso a la Zona Campeonato de 2025.

## Equipos participantes
Participaron de esta edición veintiséis equipos: dieciséis en la Zona Campeonato y diez en la Zona Ascenso.
| División                   | Equipo              | Unión                                                |
| -------------------------- | ------------------- | ---------------------------------------------------- |
| Zona Campeonato 16 equipos | Alto Valle          | Unión de Rugby del Alto Valle de Río Negro y Neuquén |
| Zona Campeonato 16 equipos | Buenos Aires        | Unión de Rugby de Buenos Aires                       |
| Zona Campeonato 16 equipos | Córdoba             | Unión Cordobesa de Rugby                             |
| Zona Campeonato 16 equipos | Cuyo                | Unión de Rugby de Cuyo                               |
| Zona Campeonato 16 equipos | Entre Ríos          | Unión Entrerriana de Rugby                           |
| Zona Campeonato 16 equipos | Mar del Plata       | Unión de Rugby de Mar del Plata                      |
| Zona Campeonato 16 equipos | Misiones            | Unión de Rugby de Misiones                           |
| Zona Campeonato 16 equipos | Nordeste            | Unión de Rugby del Nordeste                          |
| Zona Campeonato 16 equipos | Rosario             | Unión de Rugby de Rosario                            |
| Zona Campeonato 16 equipos | Salta               | Unión de Rugby de Salta                              |
| Zona Campeonato 16 equipos | San Juan            | Unión Sanjuanina de Rugby                            |
| Zona Campeonato 16 equipos | Santa Fe            | Unión Santafesina de Rugby                           |
| Zona Campeonato 16 equipos | Santiago del Estero | Unión Santiagueña de Rugby                           |
| Zona Campeonato 16 equipos | Tierra del Fuego    | Unión de Rugby de Tierra del Fuego                   |
| Zona Campeonato 16 equipos | Tucumán             | Unión de Rugby de Tucumán                            |
| Zona Campeonato 16 equipos | Uruguay             | Unión de Rugby del Uruguay                           |
| Zona Ascenso 10 equipos    | Andina              | Unión Andina de Rugby                                |
| Zona Ascenso 10 equipos    | Austral             | Unión de Rugby Austral                               |
| Zona Ascenso 10 equipos    | Chubut              | Unión de Rugby del Valle del Chubut                  |
| Zona Ascenso 10 equipos    | Formosa             | Unión de Rugby de Formosa                            |
| Zona Ascenso 10 equipos    | Lagos del Sur       | Unión de Rugby de los Lagos del Sur                  |
| Zona Ascenso 10 equipos    | Jujuy               | Unión Jujeña de Rugby                                |
| Zona Ascenso 10 equipos    | Paraguay            | Unión de Rugby del Paraguay                          |
| Zona Ascenso 10 equipos    | Oeste               | Unión de Rugby del Oeste de Buenos Aires             |
| Zona Ascenso 10 equipos    | San Luis            | Unión de Rugby San Luis                              |
| Zona Ascenso 10 equipos    | Sur                 | Unión de Rugby del Sur                               |

En cursiva los seleccionados internacionales invitados.

## Formato
Los veintiséis equipos fueron divididos en dos niveles: Zona Campeonato (dieciséis equipos) y Zona Ascenso (diez equipos). Ambas zonas se dividieron en grupos que se resolvieron con el sistema de todos contra todos a una sola ronda; la victoria otorgando 2 puntos, el empate 1 y la derrota 0 puntos. Todos los grupos fueron organizados de acuerdo a la posición final que cada equipo obtuvo en la edición anterior.
Zona Campeonato
La Zona Campeonato estuvo compuesta por cuatro grupos de cuatro equipos cada uno. Una vez resueltos los grupos, todos los equipos clasificaron a llaves finales (disputadas a eliminación directa) dependiendo de su posición final: los 1.° clasificaron a la  Copa de Oro, los 2.° a la Copa de Plata, los 3.° a la Copa de Bronce y los 4.° a partidos de Posicionamiento. Cada llave comenzó en la instancia de semifinales.
El ganador de la Copa de Oro es considerado el campeón del torneo, mientras que el peor clasificado en la llave de Posicionamiento desciende a la Zona Ascenso de la siguiente temporada.
Zona Ascenso
La Zona Ascenso estuvo compuesta por dos grupos de cinco equipos cada uno. Los ganadores de cada grupo clasificaron a la final por el Ascenso, mientras que los equipos restantes jugaron finales ante el mismo clasificado del grupo puesto (2.° vs. 2.°; 3.° vs. 3.°; etc.) para determinar las últimas posiciones de la tabla general.

## Zona Campeonato

### Zona 1
| Pos. | Equipos       | Partidos | Partidos | Partidos | Tantos | Tantos | Tantos | Pts. |
| Pos. | Equipos       | G        | E        | P        | PF     | PC     | DP     | Pts. |
| ---- | ------------- | -------- | -------- | -------- | ------ | ------ | ------ | ---- |
| 1.°  | Mar del Plata | 2        | 0        | 1        | 48     | 53     | -5     | 4    |
| 2.°  | Buenos Aires  | 2        | 0        | 1        | 57     | 24     | +33    | 4    |
| 3.°  | Nordeste      | 2        | 0        | 1        | 48     | 17     | +31    | 4    |
| 4.°  | Alto Valle    | 0        | 0        | 3        | 15     | 74     | -59    | 0    |

|  | Semifinales Copa de Oro.        |
|  | Semifinales Copa de Plata.      |
|  | Semifinales Copa de Bronce.     |
|  | Semifinales de Posicionamiento. |

| 7 de diciembre | Buenos Aires | 31 - 0  | Alto Valle | CA Estudiantes, Paraná |  |
|                |              | Reporte |            |                        |  |

| 7 de diciembre | Mar del Plata | 5 - 24  | Nordeste | Paraná Rowing Club, Paraná |  |
|                |               | Reporte |          |                            |  |

| 7 de diciembre | Buenos Aires | 12 - 0  | Nordeste | CA Estudiantes, Paraná |  |
|                |              | Reporte |          |                        |  |

| 7 de diciembre | Mar del Plata | 19 - 15 | Alto Valle | Paraná Rowing Club, Paraná |  |
|                |               | Reporte |            |                            |  |

| 7 de diciembre | Buenos Aires | 14 - 24 | Mar del Plata | CA Estudiantes, Paraná |  |
|                |              | Reporte |               |                        |  |

| 7 de diciembre | Nordeste | 24 - 0  | Alto Valle | Paraná Rowing Club, Paraná |  |
|                |          | Reporte |            |                            |  |

### Zona 2
| Pos. | Equipos          | Partidos | Partidos | Partidos | Tantos | Tantos | Tantos | Pts. |
| Pos. | Equipos          | G        | E        | P        | PF     | PC     | DP     | Pts. |
| ---- | ---------------- | -------- | -------- | -------- | ------ | ------ | ------ | ---- |
| 1.°  | Córdoba          | 2        | 0        | 1        | 83     | 39     | +44    | 4    |
| 2.°  | Entre Ríos       | 2        | 0        | 1        | 58     | 34     | +24    | 4    |
| 3.°  | Rosario          | 2        | 0        | 1        | 67     | 36     | +31    | 4    |
| 4.°  | Tierra del Fuego | 0        | 0        | 3        | 10     | 109    | -99    | 0    |

|  | Semifinales Copa de Oro.        |
|  | Semifinales Copa de Plata.      |
|  | Semifinales Copa de Bronce.     |
|  | Semifinales de Posicionamiento. |

| 7 de diciembre | Entre Ríos | 26 - 0  | Tierra del Fuego | CA Estudiantes, Paraná |  |
|                |            | Reporte |                  |                        |  |

| 7 de diciembre | Córdoba | 21 - 12 | Rosario | CA Estudiantes, Paraná |  |
|                |         | Reporte |         |                        |  |

| 7 de diciembre | Entre Ríos | 10 - 17 | Rosario | CA Estudiantes, Paraná |  |
|                |            | Reporte |         |                        |  |

| 7 de diciembre | Córdoba | 45 - 5  | Tierra del Fuego | CA Estudiantes, Paraná |  |
|                |         | Reporte |                  |                        |  |

| 7 de diciembre | Entre Ríos | 22 - 17 | Córdoba | CA Estudiantes, Paraná |  |
|                |            | Reporte |         |                        |  |

| 7 de diciembre | Rosario | 38 - 5  | Tierra del Fuego | Paraná Rowing Club, Paraná |  |
|                |         | Reporte |                  |                            |  |

### Zona 3
| Pos. | Equipos  | Partidos | Partidos | Partidos | Tantos | Tantos | Tantos | Pts. |
| Pos. | Equipos  | G        | E        | P        | PF     | PC     | DP     | Pts. |
| ---- | -------- | -------- | -------- | -------- | ------ | ------ | ------ | ---- |
| 1.°  | Tucumán  | 3        | 0        | 0        | 81     | 24     | +57    | 6    |
| 2.°  | Santa Fe | 2        | 0        | 1        | 64     | 55     | +9     | 4    |
| 3.°  | Uruguay  | 1        | 0        | 2        | 46     | 60     | -14    | 2    |
| 4.°  | Misiones | 0        | 0        | 3        | 40     | 92     | -52    | 0    |

|  | Semifinales Copa de Oro.        |
|  | Semifinales Copa de Plata.      |
|  | Semifinales Copa de Bronce.     |
|  | Semifinales de Posicionamiento. |

| 7 de diciembre | Tucumán | 38 - 7  | Misiones | Paraná Rowing Club, Paraná |  |
|                |         | Reporte |          |                            |  |

| 7 de diciembre | Uruguay | 17 - 22 | Santa Fe | CA Estudiantes, Paraná |  |
|                |         | Reporte |          |                        |  |

| 7 de diciembre | Tucumán | 26 - 10 | Santa Fe | Paraná Rowing Club, Paraná |  |
|                |         | Reporte |          |                            |  |

| 7 de diciembre | Uruguay | 22 - 21 | Misiones | Paraná Rowing Club, Paraná |  |
|                |         | Reporte |          |                            |  |

| 7 de diciembre | Tucumán | 17 - 7  | Uruguay | CA Estudiantes, Paraná |  |
|                |         | Reporte |         |                        |  |

| 7 de diciembre | Santa Fe | 32 - 12 | Misiones | Paraná Rowing Club, Paraná |  |
|                |          | Reporte |          |                            |  |

### Zona 4
| Pos. | Equipos             | Partidos | Partidos | Partidos | Tantos | Tantos | Tantos | Pts. |
| Pos. | Equipos             | G        | E        | P        | PF     | PC     | DP     | Pts. |
| ---- | ------------------- | -------- | -------- | -------- | ------ | ------ | ------ | ---- |
| 1.°  | Salta               | 3        | 0        | 0        | 65     | 22     | +43    | 6    |
| 2.°  | San Juan            | 2        | 0        | 1        | 33     | 39     | -6     | 4    |
| 3.°  | Cuyo                | 1        | 0        | 2        | 68     | 24     | +44    | 2    |
| 4.°  | Santiago del Estero | 0        | 0        | 3        | 10     | 91     | -81    | 0    |

|  | Semifinales Copa de Oro.        |
|  | Semifinales Copa de Plata.      |
|  | Semifinales Copa de Bronce.     |
|  | Semifinales de Posicionamiento. |

| 7 de diciembre | Santiago del Estero | 0 - 53  | Cuyo | Paraná Rowing Club, Paraná |  |
|                |                     | Reporte |      |                            |  |

| 7 de diciembre | Salta | 29 - 7  | San Juan | CA Estudiantes, Paraná |  |
|                |       | Reporte |          |                        |  |

| 7 de diciembre | Santiago del Estero | 5 - 14  | San Juan | CA Estudiantes, Paraná |  |
|                |                     | Reporte |          |                        |  |

| 7 de diciembre | Salta | 12 - 10 | Cuyo | CA Estudiantes, Paraná |  |
|                |       | Reporte |      |                        |  |

| 7 de diciembre | Santiago del Estero | 5 - 24  | Salta | CA Estudiantes, Paraná |  |
|                |                     | Reporte |       |                        |  |

| 7 de diciembre | San Juan | 12 - 5  | Cuyo | CA Estudiantes, Paraná |  |
|                |          | Reporte |      |                        |  |

## Zona Ascenso

### Zona 5
| Pos. | Equipos       | Partidos | Partidos | Partidos | Tantos | Tantos | Tantos | Pts. |
| Pos. | Equipos       | G        | E        | P        | PF     | PC     | DP     | Pts. |
| ---- | ------------- | -------- | -------- | -------- | ------ | ------ | ------ | ---- |
| 1.°  | Sur           | 4        | 0        | 0        | 133    | 29     | +104   | 8    |
| 2.°  | Andina        | 3        | 0        | 1        | 106    | 47     | +59    | 6    |
| 3.°  | Jujuy         | 2        | 0        | 2        | 62     | 89     | -27    | 4    |
| 4.°  | San Luis      | 1        | 0        | 3        | 43     | 97     | -54    | 2    |
| 5.°  | Lagos del Sur | 0        | 0        | 4        | 36     | 118    | -82    | 0    |

|  | Clasifica a Final por el Ascenso.  |
|  | Clasifica a final por 19.º puesto. |
|  | Clasifica a final por 21.º puesto. |
|  | Clasifica a final por 23.º puesto. |
|  | Clasifica a final por 25.º puesto. |

| 7 de diciembre | Sur | 28 - 10 | Lagos del Sur | CA Estudiantes, Paraná |  |
|                |     | Reporte |               |                        |  |

| 7 de diciembre | Andina | 24 - 0  | San Luis | CA Estudiantes, Paraná |  |
|                |        | Reporte |          |                        |  |

| 7 de diciembre | Sur | 37 - 7  | Jujuy | CA Estudiantes, Paraná |  |
|                |     | Reporte |       |                        |  |

| 7 de diciembre | Andina | 54 - 0  | Lagos del Sur | CA Estudiantes, Paraná |  |
|                |        | Reporte |               |                        |  |

| 7 de diciembre | Sur | 35 - 0  | Andina | CA Estudiantes, Paraná |  |
|                |     | Reporte |        |                        |  |

| 7 de diciembre | Jujuy | 26 - 12 | San Luis | CA Estudiantes, Paraná |  |
|                |       | Reporte |          |                        |  |

| 8 de diciembre | Andina | 28 - 12 | Jujuy | CA Estudiantes, Paraná |  |

| 8 de diciembre | San Luis | 19 - 14 | Lagos del Sur | Paraná Rowing Club, Paraná |  |

| 8 de diciembre | Sur | 33 - 12 | San Luis | CA Estudiantes, Paraná |  |

| 8 de diciembre | Jujuy | 17 - 12 | Lagos del Sur | CA Estudiantes, Paraná |  |

### Zona 6
| Pos. | Equipos  | Partidos | Partidos | Partidos | Tantos | Tantos | Tantos | Pts. |
| Pos. | Equipos  | G        | E        | P        | PF     | PC     | DP     | Pts. |
| ---- | -------- | -------- | -------- | -------- | ------ | ------ | ------ | ---- |
| 1.°  | Oeste    | 4        | 0        | 0        | 94     | 24     | +70    | 8    |
| 2.°  | Austral  | 1        | 2        | 1        | 69     | 69     | +0     | 4    |
| 3.°  | Paraguay | 2        | 0        | 2        | 71     | 83     | -12    | 4    |
| 4.°  | Formosa  | 1        | 1        | 2        | 71     | 98     | -27    | 3    |
| 5.°  | Chubut   | 0        | 1        | 3        | 48     | 79     | -31    | 1    |

|  | Clasifica a Final por el Ascenso.  |
|  | Clasifica a final por 19.º puesto. |
|  | Clasifica a final por 21.º puesto. |
|  | Clasifica a final por 23.º puesto. |
|  | Clasifica a final por 25.º puesto. |

| 7 de diciembre | Oeste | 17 - 7  | Chubut | Paraná Rowing Club, Paraná |  |
|                |       | Reporte |        |                            |  |

| 7 de diciembre | Paraguay | 14 - 31 | Austral | CA Estudiantes, Paraná |  |
|                |          | Reporte |         |                        |  |

| 7 de diciembre | Oeste | 41 - 5  | Formosa | Paraná Rowing Club, Paraná |  |
|                |       | Reporte |         |                            |  |

| 7 de diciembre | Paraguay | 17 - 12 | Chubut | CA Estudiantes, Paraná |  |
|                |          | Reporte |        |                        |  |

| 7 de diciembre | Oeste | 19 - 12 | Paraguay | Paraná Rowing Club, Paraná |  |
|                |       | Reporte |          |                            |  |

| 7 de diciembre | Formosa | 19 - 19 | Austral | Paraná Rowing Club, Paraná |  |
|                |         | Reporte |         |                            |  |

| 8 de diciembre | Paraguay | 28 - 21 | Formosa | CA Estudiantes, Paraná |  |

| 8 de diciembre | Austral | 19 - 19 | Chubut | Paraná Rowing Club, Paraná |  |

| 8 de diciembre | Oeste | 17 - 0 | Austral | Paraná Rowing Club, Paraná |  |

| 8 de diciembre | Formosa | 26 - 10 | Chubut | CA Estudiantes, Paraná |  |

## Fase final

### Copa de Oro
|  | Semifinales | Semifinales   | Semifinales   |               |         | Final Oro        | Final Oro        | Final Oro        |  |
|  |             |               |               |               |         |                  |                  |                  |  |
|  |             |               |               |               |         |                  |                  |                  |  |
|  | 2           | Córdoba       | 17            |               |         |                  |                  |                  |  |
|  | 2           | Córdoba       | 17            |               |         |                  |                  |                  |  |
|  | 3           | Tucumán       | 7             |               |         |                  |                  |                  |  |
|  | 3           | Tucumán       | 7             |               | Córdoba | Córdoba          | 15               |                  |  |
|  |             |               |               |               | Córdoba | Córdoba          | 15               |                  |  |
|  |             |               | Mar del Plata | Mar del Plata | 19      |                  |                  |                  |  |
|  | 1           | Mar del Plata | Mar del Plata | Mar del Plata | 19      | 26               |                  |                  |  |
|  | 1           | Mar del Plata |               |               |         | 26               |                  |                  |  |
|  | 4           | Salta         | 12            |               |         | Final 3.° puesto | Final 3.° puesto | Final 3.° puesto |  |
|  | 4           | Salta         | 12            |               |         | Final 3.° puesto | Final 3.° puesto | Final 3.° puesto |  |
|  |             |               |               |               |         |                  |                  |                  |  |
|  |             |               |               |               |         | Tucumán          | Tucumán          | 24               |  |
|  |             |               |               |               |         | Tucumán          | Tucumán          | 24               |  |
|  |             |               |               |               |         | Salta            | Salta            | 22               |  |
|  |             |               |               |               |         | Salta            | Salta            | 22               |  |
|  |             |               |               |               |         |                  |                  |                  |  |

### Copa de Plata
|  | Semifinales | Semifinales  | Semifinales  |              |            | Final Plata      | Final Plata      | Final Plata      |  |
|  |             |              |              |              |            |                  |                  |                  |  |
|  |             |              |              |              |            |                  |                  |                  |  |
|  | 2           | Entre Ríos   | 33           |              |            |                  |                  |                  |  |
|  | 2           | Entre Ríos   | 33           |              |            |                  |                  |                  |  |
|  | 3           | Santa Fe     | 19           |              |            |                  |                  |                  |  |
|  | 3           | Santa Fe     | 19           |              | Entre Ríos | Entre Ríos       | 5                |                  |  |
|  |             |              |              |              | Entre Ríos | Entre Ríos       | 5                |                  |  |
|  |             |              | Buenos Aires | Buenos Aires | 24         |                  |                  |                  |  |
|  | 1           | Buenos Aires | Buenos Aires | Buenos Aires | 24         | 21               |                  |                  |  |
|  | 1           | Buenos Aires |              |              |            | 21               |                  |                  |  |
|  | 4           | San Juan     | 14           |              |            | Final 7.° puesto | Final 7.° puesto | Final 7.° puesto |  |
|  | 4           | San Juan     | 14           |              |            | Final 7.° puesto | Final 7.° puesto | Final 7.° puesto |  |
|  |             |              |              |              |            |                  |                  |                  |  |
|  |             |              |              |              |            | Santa Fe         | Santa Fe         | 12               |  |
|  |             |              |              |              |            | Santa Fe         | Santa Fe         | 12               |  |
|  |             |              |              |              |            | San Juan         | San Juan         | 26               |  |
|  |             |              |              |              |            | San Juan         | San Juan         | 26               |  |
|  |             |              |              |              |            |                  |                  |                  |  |

### Copa de Bronce
|  | Semifinales | Semifinales | Semifinales |          |         | Final Bronce      | Final Bronce      | Final Bronce      |  |
|  |             |             |             |          |         |                   |                   |                   |  |
|  |             |             |             |          |         |                   |                   |                   |  |
|  | 2           | Rosario     | 26          |          |         |                   |                   |                   |  |
|  | 2           | Rosario     | 26          |          |         |                   |                   |                   |  |
|  | 3           | Uruguay     | 12          |          |         |                   |                   |                   |  |
|  | 3           | Uruguay     | 12          |          | Rosario | Rosario           | 5                 |                   |  |
|  |             |             |             |          | Rosario | Rosario           | 5                 |                   |  |
|  |             |             | Nordeste    | Nordeste | 7       |                   |                   |                   |  |
|  | 1           | Nordeste    | Nordeste    | Nordeste | 7       | 14                |                   |                   |  |
|  | 1           | Nordeste    |             |          |         | 14                |                   |                   |  |
|  | 4           | Cuyo        | 0           |          |         | Final 11.° puesto | Final 11.° puesto | Final 11.° puesto |  |
|  | 4           | Cuyo        | 0           |          |         | Final 11.° puesto | Final 11.° puesto | Final 11.° puesto |  |
|  |             |             |             |          |         |                   |                   |                   |  |
|  |             |             |             |          |         | Uruguay           | Uruguay           | 7                 |  |
|  |             |             |             |          |         | Uruguay           | Uruguay           | 7                 |  |
|  |             |             |             |          |         | Cuyo              | Cuyo              | 43                |  |
|  |             |             |             |          |         | Cuyo              | Cuyo              | 43                |  |
|  |             |             |             |          |         |                   |                   |                   |  |

### Posicionamiento
|  | Semifinales | Semifinales         | Semifinales |            |          | Final 13.° puesto   | Final 13.° puesto   | Final 13.° puesto |  |
|  |             |                     |             |            |          |                     |                     |                   |  |
|  |             |                     |             |            |          |                     |                     |                   |  |
|  | 2           | Tierra del Fuego    | 21          |            |          |                     |                     |                   |  |
|  | 2           | Tierra del Fuego    | 21          |            |          |                     |                     |                   |  |
|  | 3           | Misiones            | 26          |            |          |                     |                     |                   |  |
|  | 3           | Misiones            | 26          |            | Misiones | Misiones            | 10                  |                   |  |
|  |             |                     |             |            | Misiones | Misiones            | 10                  |                   |  |
|  |             |                     | Alto Valle  | Alto Valle | 33       |                     |                     |                   |  |
|  | 1           | Alto Valle          | Alto Valle  | Alto Valle | 33       | 36                  |                     |                   |  |
|  | 1           | Alto Valle          |             |            |          | 36                  |                     |                   |  |
|  | 4           | Santiago del Estero | 7           |            |          | Final Descenso      | Final Descenso      | Final Descenso    |  |
|  | 4           | Santiago del Estero | 7           |            |          | Final Descenso      | Final Descenso      | Final Descenso    |  |
|  |             |                     |             |            |          |                     |                     |                   |  |
|  |             |                     |             |            |          | Tierra del Fuego    | Tierra del Fuego    | 0                 |  |
|  |             |                     |             |            |          | Tierra del Fuego    | Tierra del Fuego    | 0                 |  |
|  |             |                     |             |            |          | Santiago del Estero | Santiago del Estero | 28                |  |
|  |             |                     |             |            |          | Santiago del Estero | Santiago del Estero | 28                |  |
|  |             |                     |             |            |          |                     |                     |                   |  |

### Ascenso
Final
| 8 de diciembre | Sur | 12 - 17 | Oeste |  |  |
|                |     | Reporte |       |  |  |

Final 19.º puesto
| 8 de diciembre | Andina | 24 - 21 | Austral |  |  |
|                |        | Reporte |         |  |  |

Final 21.º puesto
| 8 de diciembre | Jujuy | 12 - 17 | Paraguay |  |  |
|                |       | Reporte |          |  |  |

Final 23.º puesto
| 8 de diciembre | San Luis | 0 - 29  | Formosa |  |  |
|                |          | Reporte |         |  |  |

Final 25.º puesto
| 8 de diciembre | Lagos del Sur | 21 - 26 | Chubut |  |  |
|                |               | Reporte |        |  |  |